# 80-й избирательный округ (Злин)
80-й избирательный округ (Злин) — избирательный округ Сената Чехии, расположенный на территории южной части района Злин, ограниченный на севере населёнными пунктами Тлумачов, Отроковице, Течовице, Олдржиховице, Карловице, Лгота, Богуславице у Злина, Бржезнице, Бржезувки, Проводов, Горни Лгота, Слопне, Лоучка, Галузице, Влаховице и Брумов-Бильнице, и на территории северной части района Угерске-Градиште, ограниченный на юге населёнными пунктами Лопеник, Банов, Угерски-Брод, Дрславице, Градчовице, Недахлебице, Биловице, Тополна, Бабице, Сушице, Траплице и Янковице.

## Список представителей округа
| Выборы | Выборы   | Сенатор | Сенатор        | Избирательная партия | Номинирующая партия | Политическая принадлежность | Сайт    |
| ------ | -------- | ------- | -------------- | -------------------- | ------------------- | --------------------------- | ------- |
|        | 1996     |         | Иржи Стодулка  | KDU-ČSL              | KDU-ČSL             | KDU-ČSL                     | Профиль |
| 2000   | 4KOALICE |         | Иржи Стодулка  |                      | KDU-ČSL             | KDU-ČSL                     | Профиль |
|        | 2006     |         | Яна Юренчакова | NSK                  | NSK                 | NSK                         | Профиль |
|        | 2012     |         | Томио Окамура  | НК                   | НК                  | Беспартийный                | Профиль |
|        | 2014     |         | Патрик Кунчар  | KDU-ČSL              | KDU-ČSL             | KDU-ČSL                     | Профиль |
|        | 2018     |         | Патрик Кунчар  | KDU-ČSL              | KDU-ČSL             | KDU-ČSL                     | Профиль |

## Явка избирателей
|  | Наибольшая явка избирателей |  | Наименьшая явка избирателей |

| Год  | % (1 тур) | % (2 тур) |
| ---- | --------- | --------- |
| 1996 | 33,09     | 24,85     |
| 2000 | 37,11     | 21,78     |
| 2006 | 45,31     | 15,26     |
| 2012 | 42,85     | 26,58     |
| 2014 | 23,33     | 16,36     |
| 2018 | 46,13     | 18,81     |